# Final de la Liga Europa de la UEFA 2017-18
La final de la Liga Europa de la UEFA 2017-18 se disputó el miércoles 16 de mayo de 2018 en el Parc Olympique Lyonnais de Lyon, Francia.
El Atlético de Madrid se coronó campeón del torneo al vencer 3–0 al Marsella, obteniendo su tercer título continental y se clasificó a la Supercopa de Europa 2018. Antoine Griezmann fue el MVP de la final.

## Finalistas
En  negrita, las finales ganadas.
| Equipos               | Finales jugadas anteriormente |
| --------------------- | ----------------------------- |
| Atlético de Madrid    | 2009-10, 2011-12.             |
| Olympique de Marsella | 1998-99, 2003-04.             |

## Sede de la Final
El Parc Olympique Lyonnais fue anunciado como la sede de la final el 9 de diciembre de 2016, tras la decisión del Comité Ejecutivo de la UEFA en la reunión celebrada en Nyon, Suiza. El estadio fue llamado Stade de Lyon durante la final.
| Francia                |               |               |               |
| Ciudad                 | Estadio       |               |               |
| Lyon                   | Stade de Lyon | Stade de Lyon | Stade de Lyon |
|                        |               |               |               |
| 58 000 espectadores    |               |               |               |
| Final Liga Europa 2018 |               |               |               |

## Partidos de clasificación para la Final
| GRUPO I            | Pts. | PJ | PG | PE | PP | GF | GC | Dif |
| ------------------ | ---- | -- | -- | -- | -- | -- | -- | --- |
| Red Bull Salzburgo | 12   | 6  | 3  | 3  | 0  | 7  | 1  | +6  |
| Marsella           | 8    | 6  | 2  | 2  | 2  | 4  | 4  | 0   |
| Konyaspor          | 6    | 6  | 1  | 3  | 2  | 4  | 6  | -2  |
| Vitória Guimarães  | 5    | 6  | 1  | 2  | 3  | 5  | 9  | -4  |

| GRUPO C            | Pts. | PJ | PG | PE | PP | GF | GC | Dif |
| ------------------ | ---- | -- | -- | -- | -- | -- | -- | --- |
| Roma               | 11   | 6  | 3  | 2  | 1  | 9  | 6  | +3  |
| Chelsea            | 11   | 6  | 3  | 2  | 1  | 16 | 8  | +8  |
| Atlético de Madrid | 7    | 6  | 1  | 4  | 1  | 5  | 4  | +1  |
| Qarabağ            | 2    | 6  | 0  | 2  | 4  | 2  | 14 | -12 |

## Partido

### Ficha
| 30         | POR        | Steve Mandanda             |     |
| 17         | DEF        | Bouna Sarr                 |     |
| 23         | DEF        | Adil Rami                  |     |
| 19         | DEF        | Luiz Gustavo               |     |
| 18         | DEF        | Jordan Amavi               |     |
| 29         | MED        | André-Frank Zambo Anguissa |     |
| 8          | MED        | Morgan Sanson              |     |
| 26         | MED        | Florian Thauvin            |     |
| 5          | MED        | Lucas Ocampos              | 55' |
| 10         | MED        | Dimitri Payet              | 32' |
| 28         | DEL        | Valère Germain             | 74' |
| Entrenador | Entrenador | Rudi García                |     |

| 13         | POR        | Jan Oblak          |     |
| 16         | DEF        | Šime Vrsaljko      | 45' |
| 24         | DEF        | José María Giménez |     |
| 2          | DEF        | Diego Godín        |     |
| 19         | DEF        | Lucas Hernández    |     |
| 14         | MED        | Gabi Fernández     |     |
| 8          | MED        | Saúl Ñíguez        |     |
| 6          | MED        | Koke Resurrección  |     |
| 11         | MED        | Ángel Correa       | 87' |
| 7          | DEL        | Antoine Griezmann  | 90' |
| 18         | DEL        | Diego Costa        |     |
| Entrenador | Entrenador | Germán Burgos      |     |

| 27 | MED | Maxime Lopez           | 32' |
| 14 | DEL | Clinton N'Jie          | 55' |
| 11 | DEL | Konstantinos Mitroglou | 74' |

| 20 | DEF | Juanfran Torres | 45' |
| 5  | MED | Thomas Partey   | 87' |
| 9  | DEL | Fernando Torres | 90' |

| Anotado | 21' | Antoine Griezmann | 0 – 1 |
| Anotado | 49' | Antoine Griezmann | 0 – 2 |
| Anotado | 89' | Gabi Fernández    | 0 – 3 |

| 38' | Jordan Amavi  |  |
| 75' | Luiz Gustavo  |  |
| 78' | Clinton N'Jie |  |

| 25' | Šime Vrsaljko   |  |
| 78' | Lucas Hernández |  |

| Árbitro                         | Björn Kuipers     |
| Árbitros asistentes             | Sander van Roekel |
| Árbitros asistentes             | Erwin Zeinstra    |
| Cuarto árbitro                  | Szymon Marciniak  |
| Árbitros asistentes adicionales | Danny Makkelie    |
| Árbitros asistentes adicionales | Pol van Boekel    |
| Árbitro asistente de reserva    | Mario Diks        |

| 30         | POR        | Steve Mandanda             |     |
| 17         | DEF        | Bouna Sarr                 |     |
| 23         | DEF        | Adil Rami                  |     |
| 19         | DEF        | Luiz Gustavo               |     |
| 18         | DEF        | Jordan Amavi               |     |
| 29         | MED        | André-Frank Zambo Anguissa |     |
| 8          | MED        | Morgan Sanson              |     |
| 26         | MED        | Florian Thauvin            |     |
| 5          | MED        | Lucas Ocampos              | 55' |
| 10         | MED        | Dimitri Payet              | 32' |
| 28         | DEL        | Valère Germain             | 74' |
| Entrenador | Entrenador | Rudi García                |     |

| 13         | POR        | Jan Oblak          |     |
| 16         | DEF        | Šime Vrsaljko      | 45' |
| 24         | DEF        | José María Giménez |     |
| 2          | DEF        | Diego Godín        |     |
| 19         | DEF        | Lucas Hernández    |     |
| 14         | MED        | Gabi Fernández     |     |
| 8          | MED        | Saúl Ñíguez        |     |
| 6          | MED        | Koke Resurrección  |     |
| 11         | MED        | Ángel Correa       | 87' |
| 7          | DEL        | Antoine Griezmann  | 90' |
| 18         | DEL        | Diego Costa        |     |
| Entrenador | Entrenador | Germán Burgos      |     |

| 27 | MED | Maxime Lopez           | 32' |
| 14 | DEL | Clinton N'Jie          | 55' |
| 11 | DEL | Konstantinos Mitroglou | 74' |

| 20 | DEF | Juanfran Torres | 45' |
| 5  | MED | Thomas Partey   | 87' |
| 9  | DEL | Fernando Torres | 90' |

| Anotado | 21' | Antoine Griezmann | 0 – 1 |
| Anotado | 49' | Antoine Griezmann | 0 – 2 |
| Anotado | 89' | Gabi Fernández    | 0 – 3 |

| 38' | Jordan Amavi  |  |
| 75' | Luiz Gustavo  |  |
| 78' | Clinton N'Jie |  |

| 25' | Šime Vrsaljko   |  |
| 78' | Lucas Hernández |  |

| Árbitro                         | Björn Kuipers     |
| Árbitros asistentes             | Sander van Roekel |
| Árbitros asistentes             | Erwin Zeinstra    |
| Cuarto árbitro                  | Szymon Marciniak  |
| Árbitros asistentes adicionales | Danny Makkelie    |
| Árbitros asistentes adicionales | Pol van Boekel    |
| Árbitro asistente de reserva    | Mario Diks        |

|                                        |
| Bandera de España                      |
| Campeón Atlético de Madrid 3.er título |